# Aleh Łapicki
Aleh Łapicki, biał. Алег Лапіцкі (ur. 26 grudnia 1922 w Kasucie koło Wilejki, zm. 5 października 1979 w Toparze w Kazachstanie) – członek białoruskiego ruchu oporu wobec władzy radzieckiej w BSRR po II wojnie światowej.
Uczył się w warszawskim Gimnazjum im. Tadeusza Reytana i w Smorgoniach, podczas wojny niemiecko-radzieckiej uczęszczał do seminarium nauczycielskiego w Postawach. Współpracował ze Związkiem Młodzieży Białoruskiej w Albertynie, przeszedł kurs roboty dywersyjnej przy batalionie Dalwitz.
W lecie 1944 roku utworzył oddział partyzancki walczący przeciwko okupacji Podlasia przez bolszewików, w międzyczasie pobierał nauki w wileńskim seminarium duchownym. Pod koniec 1944 roku aresztowany i skazany na 10 lat łagru w Kazachstanie. Po wyjściu na wolność nie wrócił na Białoruś, pracował jako nauczyciel muzyki i działacz białoruskiej społeczności w Kazachstanie.
Zginął tragicznie w niewyjaśnionych do końca okolicznościach.